# Pau de Morvedre
La Pau de Morvedre va ésser signada entre Pere III d'Aragó i Pere I de Castella al juliol de 1363 a la ciutat de Morvedre (l'actual Sagunt) dins de la guerra coneguda com la Guerra dels Dos Peres.
Els negociadors de la Corona d'Aragó foren els catalans Bernat II de Cabrera i Alfons IV de Ribagorça. En la pau s'establí un repartiment de territoris i diversos matrimonis.
El rei castellà no va mantindre allò pactat i anà a assetjar la ciutat de València.